# こころ (漫画)
『こころ』は、ももち麗子による日本の漫画作品。問題提起シリーズのひとつで万引きを題材にしている。『デザート』（講談社）にて2006年9月号から2008年4月号まで連載された。全15話。単行本は同社のKCデザートより全4巻。
2008年1月18日、この作品をマニュアルとして悪用し万引きをするという事件が発生した。

## 物語
吉田めぐみ（通称：ヨシダメ）は憧れの中高一貫の進学校（女子校）に高校から入学したものの、なかなか友達ができずにいた。友達がほしいめぐみは同級生に何かプレゼントするととても喜ばれることを知り、それで友達ができるのではと考えるが、プレゼントするものを買うだけの余裕（お金）は彼女にはなかった。ある日、たまたま万引きしてしまった化粧品をクラスメイトから羨ましがられためぐみは「自分の姉は化粧品の会社に勤めていて化粧品がタダで手に入る」と嘘をついてしまう。その嘘によってめぐみはクラスメイトから化粧品が欲しいと頼まれたものの、買う余裕がなかったため、頼まれた化粧品を手に入れるためにドラッグストアで万引きをしようとした。そこでめぐみは万引きを見つけられそうになったところを一人の女性に助けられる。その女性・山根梓（通称：アズ）は、「イリュージョン」という万引き集団のメンバーだった。
アズに助けられたことがきっかけで彼女と仲良くなっためぐみは、その後イリュージョンに入って常習的に万引きを行うようになり、やがて万引きに対する罪悪感もなくなっていった。だが、その一方でめぐみは自分の家が経営している飲食店が無銭飲食の被害にあったことなどがきっかけで徐々に万引きで苦しむ人の存在を知るようになる。そんなある日、イリュージョンが万引きを繰り返していたドラッグストアが彼女たちの万引きが原因で倒産、更にドラッグストアの店長がこれを苦に自殺を図るという事態が起きてしまう。
この事件を知っためぐみは自分の行いを反省し、万引きをやめることを決意する。数日後、めぐみはイリュージョンから脱退してアルバイトを始め、更生を始めた。だが、それを快く思わなかったイリュージョンのメンバー・ゆまっち達は彼女を追い詰めようと画策。めぐみが更生してからしばらくたったある日、めぐみの前にゆまっちが現れて万引きしていたことをバラすと脅迫。後にゆまっちは脅迫をやめたものの、今度は、めぐみが万引きを繰り返していたドラッグストアの店長の息子たちがめぐみの家に嫌がらせをしてきた。追い詰められためぐみは、初めて万引きをしたドラッグストアで再び万引きを行い、警察に補導された。その翌日、めぐみは家族とともに、かつて万引きを行った店を全て謝罪して回った。しかし、めぐみの父は経営していた飲食店を閉店、めぐみは高校を退学した。

## 登場人物
吉田めぐみ（よしだ めぐみ）
主人公。通称は「ヨシダメ」や「ダメグミ」。家は飲食店「味よし」を経営している。
憧れていた中高一貫の名門女子校の高校に入学したが、周囲の同級生達は中学からの内部進学者ばかりという事もあり、中々友人が出来ず悩んでいた。プレゼントをすると喜ばれる事を知り、友人にプレゼントするための化粧品を手に入れようとしたのがきっかけで万引きに手を染め、後にアズに誘われて万引き集団「イリュージョン」に入り、常習的に万引きを繰り返すようになった。
山根梓（やまね あずさ）
万引き集団「イリュージョン」のメンバーで、めぐみをイリュージョンに入れた張本人。通称は「アズ」。
めぐみより年上で、彼女の気持ちをよく理解している。後にめぐみをいじめはじめたタカコ達に仕返しを行うなどしてめぐみと仲良くなっていくが、「花丸ストア」の店長の自殺未遂がきっかけとなりめぐみと共にイリュージョンから脱退。物語終盤ではめぐみ同様更生して運送会社で働いていたが、ゆまっち達が起こした事件に巻き込まれ、「花丸ストア」の店長が入院している病院に搬送されたが一命を取り留める。
ゆまっち
イリュージョンのメンバー。色黒で大柄な女の子。万引きに対する罪悪感を持たず、めぐみやアズが万引きをやめた後も他の仲間と共に万引きを続けていた。めぐみの更生を快く思わず、物語終盤で万引きをしていたことをネタに彼女を脅迫するようになる。しかし、自らが起こした事件をアズに助けられて、めぐみへの脅迫をやめた。
キョーコ
イリュージョンのメンバー。万引きに対する罪悪感がなく、万引きをやり続ける。
タカコ
めぐみの同級生。めぐみを利用して化粧品などを手に入れ、彼女が万引きに手を染めるきっかけを作った。後にめぐみからもう化粧品が手に入らないと聞かされると一転してめぐみをいじめ始めるが、アズからの仕返しを受ける。
リン
イリュージョンのメンバー。メガネをかけている。
波多野（はたの）
めぐみの彼氏。下の名前は不明。家は本屋を経営しており、後にめぐみが自分の家である本屋で万引きを行った際、彼女の万引きには気づかなかったものの、万引きの被害の大きさを教える。その後、めぐみがイリュージョンを脱退した際に彼女と別れた。
「花丸ストア」店長
めぐみやゆまっち達が万引きを繰り返していたドラッグストア「花丸ストア」の店長。めぐみ達の万引きによって赤字が続き、遂には店が倒産してしまう。それを苦に自殺を図るが一命を取り留める。この出来事は、めぐみが更生する大きなきっかけとなった。後に店長の息子達は倒産の原因を作っためぐみを恨み、彼女の実家に嫌がらせを働くようになる。
さくら書店の店長の妻（名前は不明）
めぐみが更生したあと働いていた本屋「さくら書店」の店長の妻。夫が病気で入院中のため、夫の代わりに店を切り盛りしている。
刑事
警察に補導されためぐみを取り調べた中年の刑事。口元にイボがあるのが特徴。
前作「きずな」にも登場している。　

## 書誌情報
- ももち麗子 『こころ』 講談社〈KCデザート〉、全4巻
  1. 2006年11月13日第1刷発行（同日発売[2]）、ISBN 4-06-365419-2
  2. 2007年3月13日第1刷発行（同日発売[3]）、ISBN 978-4-06-365440-0
  3. 2007年9月13日第1刷発行（同日発売[4]）、ISBN 978-4-06-365468-4
  4. 2008年4月11日第1刷発行（同日発売[5]）、ISBN 978-4-06-365495-0